# Palis
 Palis , también denominado Pâlis, era una población y comuna francesa, situada en la región de Champaña-Ardenas, departamento de Aube, en el distrito de Nogent-sur-Seine y cantón de Aix-en-Othe, que el uno de enero de 2016 se unió a las comunas de Aix-en-Othe y Villemaur-sur-Vanne, para formar la nueva comuna de Aix-Villemaur-Pâlis, y pasando a ser una comuna delegada de la misma.

## Demografía
| 654 | 602 | 548 | 511 | 486 | 555 |
| Para los censos de 1962 a 1999 la población legal corresponde a la población sin duplicidades (Fuente: INSEE [Consultar]) |     |     |     |     |     |